# Chimbote
Chimbote ist eine Hafenstadt des südamerikanischen Anden-Staates Peru.

## Geografie
Die Stadt liegt an der Mündung des Río Santa an der Pazifikküste zwischen Trujillo und Lima.
Die Stadt hat 179.909 Einwohner (Stand 2017). Im Ballungsraum, den beiden Distrikten Chimbote und Nuevo Chimbote, leben insgesamt etwa 382.000 Menschen. Chimbote ist damit die größte Stadt der peruanischen Region Ancash und eine der größten Städte Perus.
Die Stadt Chimbote ist Sitz des Bistums Chimbote.

## Wirtschaft
In Chimbote ist aufgrund der Enge der Küstenebene kein Platz für Bewässerungslandwirtschaft. Statt das Wasser ungenutzt ins Meer fließen zu lassen, wird es zum größten Teil durch Tunnels und Kanäle in die Trujillo-Oase geleitet.
Chimbote besitzt ein – von der Gutehoffnungshütte erbautes – großes Stahlwerk, dessen Eisenerz aus dem Bergwerk in Marcona in Südperu über den Hafen der Stadt herantransportiert wird. Die Kohle stammt aus den Anthrazitgruben im Santa-Tal.
Der größte Wirtschaftszweig ist die Fischerei, mehr als 70 Prozent der Fischindustrie Perus sind in Chimbote beheimatet. Im Gegensatz zu vielen anderen Städten Perus spielt der Tourismus in Chimbote fast keine Rolle, da die Stadt mehrfach von Erdbeben weitgehend zerstört wurde und bei ungünstigem Wetter der Geruch der Fischindustrie die Stadt überlagert. Zudem wurden große Schäden durch El Niño (1983) und einen Tsunami (1996) verursacht.

## Verkehr
Chimbote war seit 1872 Ausgangspunkt der Bahnstrecke Chimbote–Huallanca. Der Verkehr wurde hier in den 1970er Jahren aufgegeben.

## Kultur
Die Kulturlandschaft Chimbotes wird durch das dortige Kulturzentrum Centro Cultural Centenario gestaltet. Das Kulturzentrum bietet dabei sowohl Tanz-, Mal- und Musikunterricht an und beheimatet das einzige sinfonische Orchester der Stadt. Abgesehen von der städtischen Bibliothek, die das Kulturzentrum beinhaltet, ist das Centenario eine Non-Profit-Organisation, welche durch Sponsorenmittel unterstützt und privat organisiert ist. Des Weiteren kommen jedes Jahr Freiwillige aus deutschsprachigen Ländern in die Stadt, um das Orchesterprojekt des Kulturzentrums und die musikalische Ausbildung  von Jugendlichen zu unterstützen.

## Städtepartnerschaften
Partnerstadt von Chimbote ist Pensacola in Florida.

## Persönlichkeiten

### Söhne und Töchter der Stadt
- Fernando Arias Cabello (1949–2015), Sänger und Komponist
- Percy Liza (* 2000), Fußballspieler

### Mit Chimbote verbunden
- Alejandro Toledo (* 1946), peruanischer Politiker, von 2001 bis 2006 Staatspräsident, wuchs in Chimbote auf.